# Édouard Drouyn de Lhuys

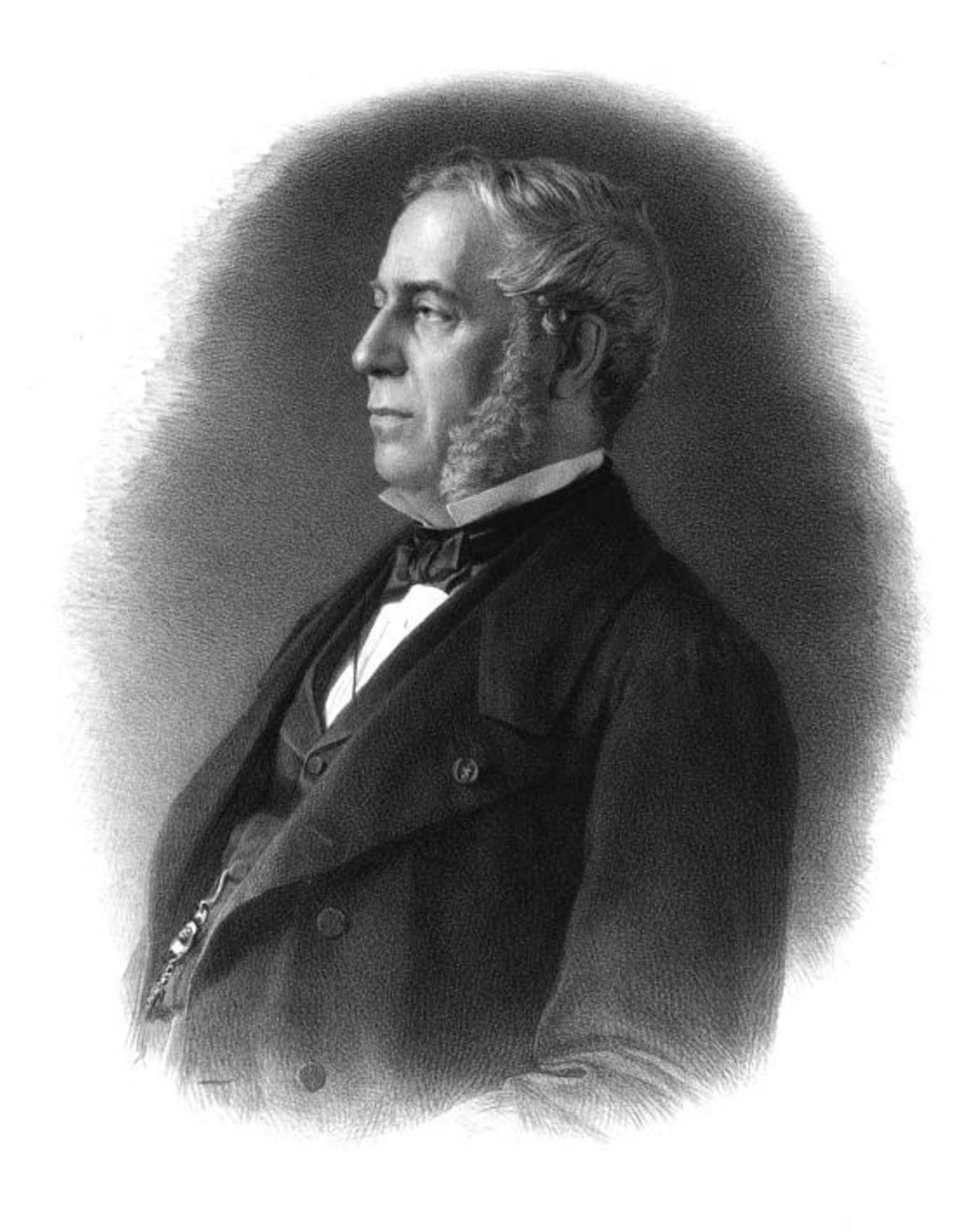
Edouard Drouyn de Lhuys (1805-1881), ảnh của Auguste Lemoine.

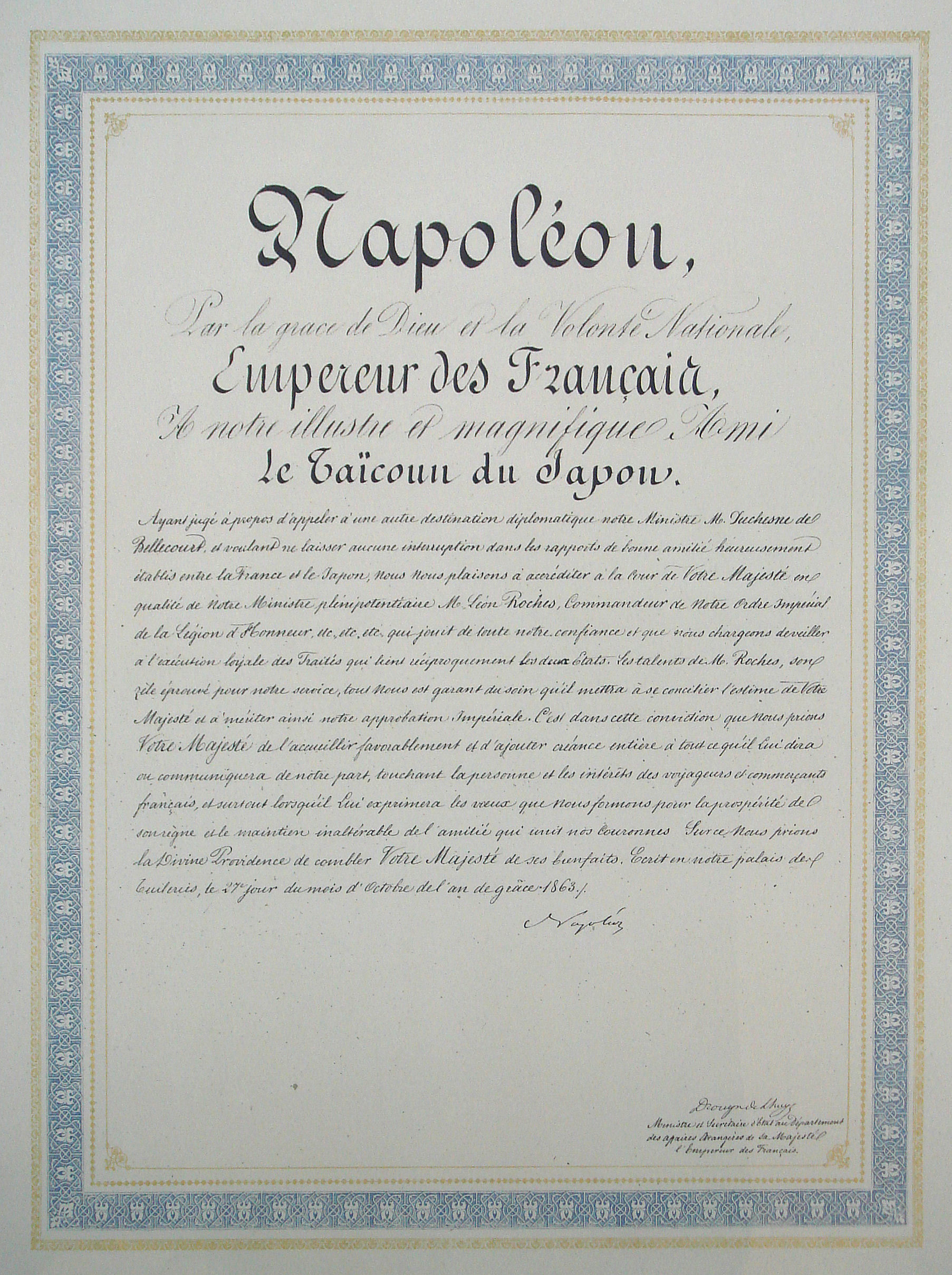
Thư của Napoléon III gửi Shogun Nhật Bản đề cử Léon Roches, thay cho Duchesne de Bellecourt, được ký bởi Drouyn de Lhuys. Văn khố Ngoại giao của Bộ Ngoại giao Nhật Bản.

Édouard Drouyn de Lhuys (phát âm [edwaːʁ dʁuɛ̃ də‿lɥis]; 19 tháng 11 năm 1805 - 1 tháng 3 năm 1881) là một nhà ngoại giao người Pháp, ông sinh ra ở Paris dưới thời Hoàng đế Napoleon I của Đệ Nhất Đế chế Pháp trong một gia đình quý tộc và giàu có. Ông sớm bộc lộ tài năng hùng biện và quan tâm đến chính trị, điều này càng rõ ràng hơn khi ông học tại Trường Lycée Louis-le-Grand.
Drouyn de Lhuys được bổ nhiệm làm Đại sứ của Pháp tại Hà Lan và Tây Ban Nha, và là một người chống đối mạnh mẽ những chính sách của François Guizot. Ông từng giữ ghế Bộ trưởng Bộ Ngoại giao từ năm 1848 đến năm 1849 trong chính phủ của Odilon Barrot nhiệm kỳ đầu tiên. Nhiệm kỳ thứ 2 của Barrot, ông được bổ nhiệm làm Đại sứ của Pháp tại Vương quốc Anh, Alexis de Tocqueville thay ông giữ ghế Bộ trưởng Ngoại giao. Drouyn de Lhuys trở lại làm Bộ trưởng Ngoại giao trong vài ngày vào tháng 01/1851, và mùa hè năm 1852, ông được bổ nhiệm làm Bộ trường Ngoại giao đầu tiên của Đệ Nhị Đế chế Pháp. Năm 1855, Drouyn de Lhuys xin từ chức, sau khi Hoàng đế Napoleon III từ chối hiệp ước sơ bộ nhầm kết thức Chiến tranh Krym mà ông đã đồng ý với những người đồng cấp của Anh và Áo.
Drouyn de Lhuys trở lại nắm quyền Bộ trưởng Ngoại giao 7 năm sau đó, vào năm 1862, khi người tiền nhiệm là Édouard Thouvenel từ chức vì những khác biệt với Napoléon III trong các vấn đề trên Bán đảo Ý. Do đó, Drouyn bị xem là một trong những nhân vật lãnh đạo ngoại giao đã tác động đến Chiến tranh Áo-Phổ. Ông nhận xét rằng, "Hoàng đế có tham vọng to lớn nhưng khả năng thì có hạn. Ông ấy muốn làm những điều phi thường...". Sau hậu quả của cuộc chiến gây tai hại cho các lợi ích của Pháp ở châu Âu, Drouyn từ chức và rút lui khỏi chính trường.
Trong lịch sử Việt Nam, Drouyn de Lhuys bị xem là một trong những nhà thực dân đã thúc đẩy việc Pháp thuộc địa hoá Việt Nam và Bán đảo Đông Dương. Ông là một trong những nhân vật quan trọng đã thuyết phục Napoleon III huỷ bỏ Dự thảo Hòa ước Aubaret mà Lãnh sự Gabriel Aubaret đại diện cho Đệ Nhị Đế chế Pháp ký với Đại Nam tháng 07/1864, cho phép Triều đình Huế chuộc lại 3 tỉnh miền Đông Nam kỳ bị mất trong Hòa ước Nhâm Tuất (1862). Năm ngày sau khi ký bản ghi nhớ sơ bộ, khi đang trên tàu rời Huế thì Aubaret mới nhận được phản lệnh từ Paris yêu cầu hủy bỏ việc ký kết hòa ước mới, thư này được Drouyn de Lhuys gửi đi từ ngày 6/6/1864.